# Chang'an Automobile Group
Chang'an Automobile (Group) Co Ltd je kitajski proizvajalec avtomobilov s sedežem v Chongqingu. Podjetje, ki je v lasti kitajske vlade, proizvaja avtomobile, mikrovane, kombije in manjše tovornjake. Chang'an je en izmed "velikih štirih" kitajske avtomobilske industrije, ostali trije so Dongfeng Motor, FAW Group in SAIC Motor.
Leta 2012 je Chang'an proizvedel 1,9 milijona motornih vozil.
Changan ima več partnerstv z drugimi podjetji: Changan-Suzuki (od 1993), Changan-Ford (od 2001), Chang'an Ford Mazda Engine (od 2005), Changan PSA ali CAPSA (od  2010) in Changan Mazda (od 2012).

## Galerija
- A Chang'an Alsvin
- A Chang'an Benni
- A Chang'an CX20
- The Chang'an Eado, in production since 2012
- Chang'an CX30 hatchback
- A Chang'an CS35
- Chang'an CS75